# My Special Love
My Special Love è il secondo album della cantante e ballerina statunitense LaToya Jackson, pubblicato nel 1981.

## Descrizione
Allmusic lo descrisse "l'album che ha consolidato la carriera della Jackson", sostenendo anche che "Nonostante la sua voce non sia particolarmente forte, Jackson sopperisce ai suoi punti deboli con un approccio alla musica energico e disinibito. Beneficiando di solidi arrangiamenti rhythm and blues-funk e della produzione a tutto tondo di Ollie E. Brown, il suo secondo album è un saporito miscuglio di vivaci suoni uptempo e di tranquilli brani lenti." il primo singolo dell'album fu Stay the Night, una cover del singolo del 1980 di Billy Ocean, che ottenne un moderato successo. Il secondo e ultimo singolo fu I Don't Want You to Go, che non riuscì ad entrare in classifica. Il disco include anche Giving You Up, un duetto con il fratello Randy, e Camp Kuchi Kaiai, che contiene nei cori la voce della sorella Janet. Questo lavoro è divenuto nel tempo il più raro tra quelli di LaToya, ma fu ripubblicato su CD il 28/06/2019 dalla Cherry Pop Records con l'aggiunta di alcune bonus tracks, tre le quali If You Feel the Funk (7" Version) dal suo disco precedente.

## Tracce
1. Stay the Night – 5:32 (Ken Gold, Billy Ocean) – Ollie E. Brown
2. Fill You Up – 5:09 (Ollie E. Brown) – Ollie E. Brown
3. Giving You Up – 3:08 (Randy Jackson) – Randy Jackson
4. Love Song – 4:07 (Jonathan Moffett, Mike McKinney, Tito Jackson, James Bradley Jr) – Ollie E. Brown
5. I Don't Want You to Go – 4:18 (Allee Willis, Bruce Roberts) – Ollie E. Brown
6. Camp Kuchi Kaiai – 3:30 (LaToya Jackson, Janet Jackson) – Ollie E. Brown
7. Summertime with You – 5:44 (Ollie E. Brown) – Ollie E. Brown
8. Special Love – 5:02 (Randy Jackson, Jackie Jackson, Marlon Jackson, Tito Jackson) – Randy Jackson